# Rhipidia (Rhipidia) multiramosa
Rhipidia (Rhipidia) multiramosa is een tweevleugelige uit de familie steltmuggen (Limoniidae). De soort komt voor in het Neotropisch gebied.